# Търговецът на четирите сезона
„Търговецът на четирите сезона“ (на немски: Händler der vier Jahreszeiten) е западногермански филм от 1971 година, драма на режисьора Райнер Вернер Фасбиндер по негов собствен сценарий. Главните роли се изпълняват от Ханс Хиршмюлер, Ирм Херман, Хана Шигула.

## Сюжет
В центъра на сюжета е живота на амбулантен търговец на плодове и бивш войник във Френския чуждестранен легион и неговите взаимоотношения със семейството и съпругата му.

## В ролите
| Изпълнител     | Роля                   |
| -------------- | ---------------------- |
| Ханс Хиршмюлер | Ханс Еп                |
| Ирм Херман     | Ирмгард Еп             |
| Хана Шигула    | Ана Еп, сестра на Ханс |
| Андреа Шобер   | Рената Еп, дъщеря Ханс |
| Густи Крайсл   | Майка на Еп            |
| Клаус Льович   | Хари Радек             |
| Карл Шейт      | Анцел                  |
| Ингрид Кавен   | Голямата любов на Ханс |
| Хайде Симон    | Хайде, сестра на Ханс  |
| Курт Рааб      | Курт, мъж на Хайде     |

## Награди и номинации
- „Търговецът на четирите сезона“ получава Германска филмова награда за пълнометражен филм и за главна мъжка и женска роля.